# Aglaophamus dicirris
Aglaophamus dicirris är en ringmaskart som beskrevs av Hartman 1945. Aglaophamus dicirris ingår i släktet Aglaophamus och familjen Nephtyidae. Inga underarter finns listade i Catalogue of Life.